# 소수로 이루어진 등차수열
수론에서 소수로 이루어진 등차수열(Primes in arithmetic progression)이란 적어도 세 항 이상의 연속적인 소수로 이루어진 등차수열을 말한다. 예를 들어 3, 7, 11 과 같은 수열이 있다. (5가 소수인지는 중요하지 않다)
이러한 수열은 무한히 길게 만들 수는 없지만 임의의 길이로 길게 만들 수는 있다. 벤 그린과 테렌스 타오는 2004년 이를 증명하여 그린-타오 정리(Green-Tao theorem)라고 부른다. 타오는 이 결과로 2006년 필즈상을 수상하였다. 3보다 큰 {\displaystyle k}에 대해 {\displaystyle k}개의 소수로 이루어진 등차수열을 AP-k라고 부른다.

## 큰 수에 대한 결과
길이가 긴 소수의 등차수열로 다음과 같은 것들이 알려져 있다.
5749146449311 + 26004868890n (n = 0, ... , 20)
11410337850553 + 4609098694200n (n = 0, ... , 21) (Moran, Pritchard, Thyssen, 1995)
56211383760397 + 44546738095860n (n = 0, ... , 22) (Frind, Underwood, Jobling, 2004)

## 관련 역사 및 최근의 결과
- (Hardy-LIttlewood prime tuples conjecture) 1923년 고드프리 해럴드 하디와 존 이든저 리틀우드는 {\displaystyle N} 이하의 소수 밀도에 대한 패턴에 대한 추측을 제시했는데, 골드바흐의 추측, 쌍둥이 소수 추측 등을 모두 아우르는 것으로 아직까지 미해결이다.
- (van der Waerden's Theorem) 1927년 van der Waerden은 만약 모든 자연수를 유한한 종류의 색으로 칠한다면, 적어도 한가지 색에는 임의의 길이를 가지는 등차수열이 항상 존재함을 증명하였다.[2]
- (Erdős-Turán conjecture) 1936년 에르되시 팔과 투란 팔은 역수의 합이 발산하는 자연수의 임의의 부분집합에서 임의의 길이의 등차수열을 항상 존재함을 추측하였다. 이는 소수의 역수의 합의 발산성 때문에 그린-타오 정리를 포함한다. 아직 해결되지 않았다.[3]
- (Roth's theorem) 1956년 밀도가 영이 아닌 자연수의 임의의 부분집합은 길이 3인 등차수열이 무한히 많이 존재함을 증명하였다.
- 1969년 세메레디(Szemeréd)는 밀도가 영이 아닌 자연수의 임의의 부분집합은 길이 4인 등차수열이 무한히 많이 존재함을 증명하였다.
- (Szemerédi's theorem) 1975년 밀도가 영이 아닌 자연수의 임의의 부분집합은 임의의 길이를 가지는 등차수열이 항상 존재함을 증명하였다.[4]
- 1981년 Heath-Brown은 세 수가 소수이고 나머지 한 수가 거의 소수인 등차수열이 무한히 많음을 증명하였다. 여기서 '거의 소수'란 두 소수의 곱으로 표현되는 소수를 말한다.
- (Green-Tao theorem) 2004년 벤 그린(Ben Green)과 테렌스 타오(Terence Tao)는 소수집합에서 임의의 길이를 가지는 등차수열이 항상 존재함을 증명하였다.(그린-타오 정리)
- 2004년 그린은 첸 소수(Chen prime; p+2가 거의 소수인 소수 p)로 이루어진 길이 3인 등차수열이 무한히 많음을 증명하였다.[5]

## 같이 보기
- 소수 마방진